# East Midlands repülőtér
A East Midlands repülőtér (IATA: EMA, ICAO: EGNX) Anglia egyik nemzetközi repülőtere, amely Nottingham és Derby közelében található. Éves utasforgalma 4 873 757 fő (2018).

## Futópályák
A repülőtér futópályái:
- 09/27 (2893 m, 45 m, aszfalt)

## Forgalom
Az utasforgalom az elmúlt években az alábbi módon változott:
| Utasok száma | 78 188 | 336 675 | 547 591 | 1 093 090 | 1 278 302 | 1 877 596 | 4 253 684 | 4 652 691 | 4 653 818 | 3 188 602 |
|              | 1965   | 1971    | 1978    | 1984      | 1990      | 1997      | 2003      | 2009      | 2016      | 2022      |